# Nazionale maschile under 21 di calcio della Romania
La Nazionale rumena di calcio Under-21, i cui giocatori sono soprannominati i tricolorii (I Tricolori), è la rappresentativa calcistica Under-21 della Romania ed è posta sotto l'egida della Federazione calcistica della Romania.

## Partecipazioni ai tornei internazionali

### Europeo U-21
- 1978: Non qualificata
- 1980: Non qualificata
- 1982: Non qualificata
- 1984: Non qualificata
- 1986: Non qualificata
- 1988: Non qualificata
- 1990: Non qualificata
- 1992: Non qualificata
- 1994: Non qualificata
- 1996: Non qualificata
- 1998: Quarti di finale
- 2000: Non qualificata
- 2002: Non qualificata
- 2004: Non qualificata
- 2006: Non qualificata
- 2007: Non qualificata
- 2009: Non qualificata
- 2011: Non qualificata
- 2013: Non qualificata
- 2015: Non qualificata
- 2017: Non qualificata
- 2019: Semifinale
- 2021: Primo turno
- 2023: Primo turno
- 2025: Primo turno

## Tutte le rose

### Europei
Campionato d'Europa Under-21 UEFA 19981 Lobonț, 2 Contra, 3 Miu, 4 Iencsi, 5 Lincar, 6 Tararache, 7 Petre, 8 Hîldan, 9 Dănciulescu, 10 Luțu, 11 Frăsineanu, 12 Lung, 13 Trică, 14 Liță, 15 Munteanu, 16 Reghecampf, 17 Vancea, 18 Mihalcea, 19 Iordache, 20 Ciocoiu, CT: Pițurcă
Campionato d'Europa Under-21 UEFA 20191 Radu, 2 Boboc, 3 Ștefan, 4 Pașcanu, 5 Nedelcearu, 6 Manea, 7 Coman, 8 Man, 9 Pușcaș, 10 Hagi, 11 Petre, 12 Căbuz, 13 Grigore, 14 Dragomir, 15 Ghiță, 16 Nedelcu, 17 Cicâldău, 18 Rus, 19 Ivan, 20 Ciobanu, 21 Băluță, 22 Olaru, 23 Vlad, CT: Rădoi
Campionato d'Europa Under-21 UEFA 20211 Vlad, 2 Boboc, 3 Opruț, 4 Pașcanu, 5 Drăgușin, 6 Dulca, 7 Cîmpanu, 8 Marin, 9 Ganea, 10 Moruțan, 11 Ciobanu, 12 Aioani, 13 Ciobotariu, 14 Oaidă, 15 Chindriș, 16 Haruț, 17 Popescu, 18 Itu, 19 Vlădoiu, 20 Mățan, 21 Petre, 22 Olaru, 23 Eșanu, CT: Mutu
Campionato d'Europa Under-21 UEFA 20231 Târnovanu, 2 Pantea, 3 Țicu, 4 Racovițan, 5 Lixandru, 6 Albu, 7 Petrila, 8 Miculescu, 9 Marković, 10 Cîmpanu, 11 Ișfan, 12 Popa, 13 Screciu, 14 Dican, 15 Borza, 16 Mazilu, 17 Pitu, 18 Popescu, 19 Munteanu, 20 Dumitrescu, 21 Bîrligea, 22 Pop, 23 Gorcea, CT: Săndoi
Campionato d'Europa Under-21 UEFA 20251 Sava, 2 Sîrbu, 3 Ignat, 4 Amzăr, 5 Akdağ, 6 M. Ilie, 7 Stoica, 8 Grameni, 9 Munteanu, 10 Popescu, 11 Borza, 12 Hindrich, 13 Duțu, 14 Mitrov, 15 Vulturar, 16 Strata, 17 Corbu, 18 Burnete, 19 R. Ilie, 20 Perianu, 21 Mihai, 22 Blănuță, 23 Rafailă, CT: Pancu

## Rosa attuale
Lista dei 23 giocatori convocati per il Campionato europeo di calcio Under-21 del 2025 in Slovacchia.
Presenze e reti aggiornate al 5 giugno 2025.
| 1  | P | Răzvan Sava        | 21 giugno 2002 (22 anni)    | 11 | 0 | Udinese         |  |  |
| 12 | P | Otto Hindrich      | 2 agosto 2002 (22 anni)     | 4  | 0 | CFR Cluj        |  |  |
| 23 | P | Vlad Rafailă       | 17 febbraio 2005 (20 anni)  | 1  | 0 | Lecce           |  |  |
|    |   |                    |                             |    |   |                 |  |  |
| 2  | D | Dan Sîrbu          | 22 aprile 2003 (22 anni)    | 4  | 0 | Farul Costanza  |  |  |
| 3  | D | Cristian Ignat     | 29 gennaio 2003 (22 anni)   | 12 | 0 | Rapid Bucarest  |  |  |
| 4  | D | Costin Amzăr       | 11 luglio 2003 (21 anni)    | 5  | 0 | Al-Nasr         |  |  |
| 5  | D | Ümit Akdağ         | 6 ottobre 2003 (21 anni)    | 7  | 1 | Tolosa          |  |  |
| 6  | D | Matei Ilie         | 11 dicembre 2002 (22 anni)  | 9  | 2 | CFR Cluj        |  |  |
| 11 | D | Andrei Borza       | 12 novembre 2005 (19 anni)  | 11 | 2 | Rapid Bucarest  |  |  |
| 13 | D | Matteo Duțu        | 23 novembre 2005 (19 anni)  | 3  | 0 | Milan           |  |  |
| 16 | D | Tony Strata        | 07 settembre 2004 (20 anni) | 3  | 0 | Ajaccio         |  |  |
|    |   |                    |                             |    |   |                 |  |  |
| 7  | C | Ianis Stoica       | 8 dicembre 2002 (22 anni)   | 15 | 3 | Hermannstadt    |  |  |
| 8  | C | Constantin Grameni | 23 ottobre 2002 (22 anni)   | 20 | 3 | Rapid Bucarest  |  |  |
| 10 | C | Octavian Popescu   | 27 dicembre 2002 (22 anni)  | 16 | 2 | FCSB            |  |  |
| 14 | C | Zoran Mitrov       | 29 gennaio 2002 (23 anni)   | 1  | 0 | Botoșani        |  |  |
| 15 | C | Cătălin Vulturar   | 9 marzo 2004 (21 anni)      | 9  | 1 | Rapid Bucarest  |  |  |
| 17 | C | Marius Corbu       | 7 maggio 2002 (23 anni)     | 18 | 1 | APOEL           |  |  |
| 19 | C | Rareș Ilie         | 19 aprile 2003 (22 anni)    | 12 | 3 | Empoli          |  |  |
| 20 | C | Ovidiu Perianu     | 16 aprile 2002 (23 anni)    | 7  | 0 | Unirea Slobozia |  |  |
| 21 | C | Cristian Mihai     | 23 settembre 2004 (20 anni) | 4  | 2 | UTA Arad        |  |  |
|    |   |                    |                             |    |   |                 |  |  |
| 9  | A | Louis Munteanu     | 16 giugno 2002 (22 anni)    | 17 | 5 | CFR Cluj        |  |  |
| 18 | A | Rareș Burnete      | 31 gennaio 2004 (21 anni)   | 4  | 0 | Lecce           |  |  |
| 22 | A | Vladislav Blănuță  | 12 gennaio 2002 (23 anni)   | 6  | 0 | U Cluj          |  |  |

## Staff tecnico
- Commissario Tecnico: Emil Săndoi
- Vice-Allenatore: Florin Constantinovici, Adrian Boingiu
- Team Manager: Vlad Munteanu
- Preparatore dei portieri: Eugen Anghel
- Preparatore atletico: Horaţiu Baciu
- Match analyst:  Rubén Rodríguez
- Medico sociale: Adrian Nica
- Fisioterapista: Adrian Mîrza, Valentin Şerban, Andrei Bogăţan

## Commissari tecnici
- Victor Pițurcă (1996–1998)
- Tudorel Stoica (1998–1999)
- Ion Moldovan (1999–2002)
- Ilie Dumitrescu (2002)
- Nicolae Manea (2002–2005)
- Florin Marin (2005–2006)
- Emil Săndoi (2006–2013)
- Bogdan Stelea (2013–2014)
- Viorel Moldovan (2014)
- Mihai Teja (2014)
- Cristian Dulca (2015–2016)
- Daniel Isăilă (2016–2018)
- Mirel Rădoi (2018–2019)
- Adrian Mutu (2020–2021)
- Florin Bratu (2021-2022)
- Emil Săndoi (2022-2023)
- Daniel Pancu (2023-)